# Zweiter Sikh-Krieg

Indien im späten 18. und 19. Jahrhundert

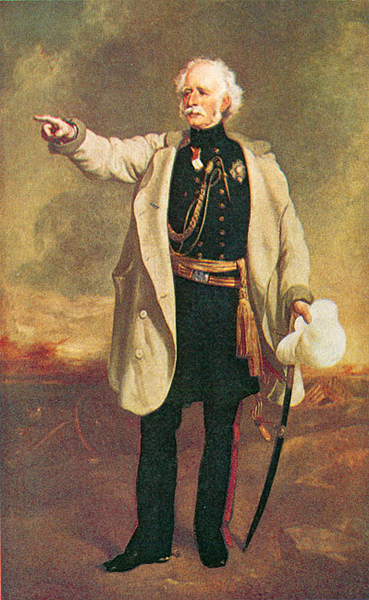
General Hugh Gough

Der Zweite Sikh-Krieg war ein militärisch ausgetragener Konflikt zwischen dem letzten souveränen indischen Staat Punjab und der Britischen Ostindien-Kompanie. Der Krieg dauerte von April 1848 bis März 1849 und endete mit einer Niederlage des Punjabs. Dadurch wurde das Reich der Sikh des Punjabs dem Britischen Weltreich angegliedert.

## Ausgangslage und Kriegsausbruch
Nach der Niederlage im Ersten Sikh-Krieg herrschte Unruhe im Punjab. Die geschlagene Sikh-Armee war nicht gewillt, den britischen Machtzuwachs hinzunehmen, und glaubte sich in der Lage, die Briten zu schlagen. Als der britisch dominierte Hof in Lahore den Statthalter Diwan Mulraj im Sikh-Lehen Multan absetzen wollte, wurden im April 1848 zwei seinen Nachfolger begleitende britische Offiziere, Vans Agnew und William Anderson, getötet. Die Ermordung führte zum Ausbruch eines Aufstands gegen den britischen Einfluss im Punjab.

## Kriegsverlauf

### Die Belagerung Multans
Da Sir Henry Lawrence, der britische Resident im Punjab, gerade in Europa war, organisierte Leutnant Herbert Edwardes, einer seiner Assistenten, aus Einheimischen eine Streitmacht und zog mit ihr nach Multan.
Am 18. Juni 1848 besiegte er die Aufständischen bei Kineri. Am 1. Juli besiegte er sie erneut, diesmal bei Tibi, und die Aufständischen zogen sich nach Multan zurück. Edwardes begann mit der Belagerung der Stadt und erhielt Verstärkung durch Sikh-Truppen, deren Loyalität sehr zweifelhaft war. Er bat Generalleutnant Hugh Gough, den britischen Oberbefehlshaber, um reguläre britische Truppen und Belagerungsartillerie. Dieser war der Meinung, das Wetter sei noch zu heiß für Feldzüge.
Am 26. Juli 1848 verließen dennoch zwei Brigaden Infanterie und eine Brigade Kavallerie sowie Pioniere und Belagerungsartillerie unter dem Befehl General William Whishs Lahore in Richtung Multan.
Am 18. August 1848 erreichte Whishs Kolonne Multan und es begannen Vorbereitungen für einen Angriff, der am 12. September mit vier Bataillonen geführt wurde. Die Angreifer verloren 250 Mann, konnten aber die feindlichen Stellungen in den Vororten erobern. Allerdings desertierten die Sikheinheiten unter Sher Singh und gingen zu den Aufständischen in Multan über. Whish war gezwungen, die Belagerung aufzuheben und sich einige Kilometer südwärts zurückzuziehen. Am 9. Oktober marschierte Sher Singh mit seinen Männern nordwärts, um sich dort mit den rebellierenden Sikh-Garnisonen zu vereinigen.
Whish wartete auf Verstärkung von der Bombay-Armee, die aber erst am 22. Dezember in Form von sechs Bataillonen und zwei Regimentern Kavallerie eintraf. Derweil hatte sich der Aufstand auf den ganzen nördlichen Punjab und die gesamte reguläre Sikh-Armee ausgedehnt. Mit den Verstärkungen gelang es Whish am 27. Dezember, die Vororte erneut einzunehmen und nach vorheriger Bombardierung am 2. Januar 1849 die Stadtmauer zu erstürmen. Die Verteidiger zogen sich in die Zitadelle zurück. Nach erneuter Bombardierung fiel am 22. Januar auch diese an die Briten und Multan war eingenommen. Mul Raj wurde gefangen genommen und die Verantwortlichen für die Ermordung Agnews und Andersons gehängt.

### Goughs Feldzug
Bereits am 9. November 1848 hatten britische Kräfte den Sutlej überschritten. Einen Tag später marschierte Gough mit seiner aus 21 Bataillonen Infanterie, 12 Regimentern Kavallerie und 11 Batterien bestehenden Hauptarmee aus Lahore ab. Am 22. November kam es zur Schlacht von Ramnagar, als die Briten auf die sich über den Chanab zurückziehende Armee Sher Singhs trafen.
Die Schlacht endete ohne eindeutigen Sieger. General Charles Robert Cureton wurde getötet und die Sikhs befestigten das gegenüberliegende Ufer des Chanab. Die Briten fanden eine Furt und umgingen die Sikhs mit einem Teil ihrer Truppen. Da diese sich nun in ihrer Flanke bedroht sahen, führten sie am 3. Dezember ein Rückzugsgefecht und marschierten zum Jhelam bei Chilianwala. Gough folgte ihnen und bezog in einiger Entfernung seinerseits Lager. Es folgte eine Periode der Untätigkeit, da beide Seiten auf das Eintreffen von Verstärkungen hofften. Als Gough aber erfuhr, dass die Sikhs in Kürze welche erhalten würden, entschloss er sich am 13. Oktober 1848 zum Angriff.
Die Schlacht von Chilianwala war verlustreich und endete ohne klaren Sieger. Beide Armeen zogen sich in ihre Lager zurück. Vier Tage später erreichte Verstärkung die Sikhs. Beide Seiten konnten sich aber nicht zu einem erneuten Angriff entschließen.
Währenddessen hatte General Whish Multan erstürmt und plante, sich mit Goughs Truppen zu vereinigen. Am 14. Februar 1849 entschloss sich Sher Singh Lahore anzugreifen und marschierte ab. Whish und Gough vereinigten ihre Truppen am 18. Februar. Gough holte Sher Sings Armee, die im Gegensatz zu seiner nicht auf direktem Weg nach Lahore marschieren konnte, ein und so kam es am 20. Februar 1849 zur Schlacht von Gujrat. Die Schlacht endete in einer vollständigen Niederlage Sher Singhs. Die Reste seiner Truppen kapitulierten am 14. März 1849.
Die Direktion der Britischen Ostindienkompanie hatte nach Chilianwala beschlossen, Gough das Kommando zu entziehen und es General Charles James Napier zu übertragen. Bevor es Napier aber übernehmen konnte, hatte Gough mit der Schlacht von Gujrat erfolgreich den Krieg beendet.

## Folgen
War nach dem Ersten Sikh-Krieg die Souveränität des Punjabs eingeschränkt und Gebiet annektiert worden, so wurde der Staat nun vollständig nach Britisch-Indien eingegliedert und Maharaja Duleep Singh zur Abdankung gezwungen, obwohl Generalgouverneur James Broun-Ramsay, 1. Marquess of Dalhousie, der Regierung in Lahore bezüglich der Rebellion kein Fehlverhalten vorwerfen konnte.
Der letzte kriegerische und gut organisierte indische Staat war ausgeschaltet worden. Dafür verlief die Grenze nun an afghanischem Gebiet entlang, das für den Handel keinen Anreiz bot und an dessen anderem Ende bereits russisches Einflussgebiet begann. Die Briten verzichteten auf weitere Ausdehnung und behielten Afghanistan als Pufferstaat bei. Die rücksichtslose Annexion des Punjabs und später Avadhs schürte das Misstrauen der indischen Bevölkerung und trug mit zum Indischen Aufstand von 1857 bei.